# Lluís Pérez-Sala
Lluís Pérez-Sala i Valls-Taberner, conegut com a Lluís Pérez-Sala   (Barcelona, 15 de maig de 1959), és un antic pilot de Fórmula 1 català. És cunyat del també pilot Xavier Juncadella i oncle del conegut pilot de Fórmula 3 Daniel Juncadella Pérez-Sala.
Va començar la seva carrera l'any 1978, tot disputant algunes curses de la Fórmula 1430 amb un Selex. El 1979 participa en la Copa Nacional Renault Iniciación, amb un Renault 5 TS. Aquesta mateixa temporada ja assolí el 1r podi. L'any següent passà a la Copa Nacional Renault, de la qual fou campió, amb un Renault 5 Copa, amb el dorsal núm. 30 i lluint la publicitat de Walter Wolf. En aquesta temporada aconseguí 4 victòries, a més d'altres 3 podis, tot això en vuit curses, totalitzant 88 punts.
L'any 1982 disputa el Trofeu Alfasprint, una competició de caràcter europeu que es disputava amb vehicles Alfa-Romeo Alfa Sprint. Aconsegueix la novena posició final (47 punts), aconseguint el segon lloc entre els sub-23. Com a resultats més destacats, cal esmentar un 4t (Jarama) i un 6è (Paul Ricard). Els patrocinadors principals eren Ducados i Jumbo. L'any 1983 fou subcampió d'aquest trofeu Alfasprint, aconseguint 4 victòries (Vallelunga, Hockenheim, Monza i Zandvoort), un segon lloc a La Châtre, un tercer a Spa-Francorchamps i un cinquè a Zeltweg.
L'any 1984 disputa el Campionat Europeu de Fórmula 3, essent la millor classificació un segon lloc al G.P. de Suècia.
Pérez Sala va disputar el Campionat de Fórmula 3 d'Itàlia de 1985 passant després a la Fórmula 3000 on va ser més convincent, guanyant a Birmingham i Enna el 1986. Va quedar segon després de Stefano Modena en F3000 el 1987.
Va conduir per l'escuderia Minardi de Fórmula 1 dues temporades des del començament de 1988 fins al 1989 amb un total de 32 curses corregudes i un sisè millor lloc en el Gran Premi de Gran Bretanya de 1989 com a millor resultat. L'any 1988 va pilotar el Minardi-Ford Cosworth V8M188 i l'any 1989 el Minardi-Ford Cosworth V8 M189, sempre portant el dorsal núm. 24. Llavors va deixar la Fórmula 1 i ha estat un habitual en el campionat espanyol. L'any 1991 va guanyar el campionat d'Espanya de Turismes amb un Alfa 75 3.0 V6, aconseguint dues victòries. Les temporades 1992 i 1993 participà en el mateix campionat al volant d'un Nissan Skyline -un cotxe ben curiós, ja que portava el volant a la dreta- i hi acabà quart el 1992, totalitzant 103 punts, i campió el 1993.
L'any 1994 també corria amb Nissan, aquest cop al volant d'un Primera GT, aconseguint dos segons llocs (Jerez i Montmeló) i tres tercers llocs (dos a Albacete i un a Calafat). Al final del campionat fou 5è amb 74 punts. L'any 1996, també amb Nissan, aconseguí la victòria en dues curses a Calafat. Un cop retirat de la competició, va fer de comentarista de curses automobilístiques per a diverses televisions.
El desembre de 2011 és nomenat director esportiu de l'HRT F1 Team fins a la seva dissolució el 2013.